# 强壮大眼蟹
强壮大眼蟹（学名：Macrophthalmus crassipes）为沙蟹科大眼蟹属的动物。分布于加罗林岛、澳大利亚、暹罗湾、马来亚以及中国大陆的海南岛等地，主要生活于海水。